# Elcat
Elcat – dawny fiński producent elektrycznych mikrovanów z siedzibą w Järvenpää działający w latach 1975–2017.

## Historia
W 1975 roku w Finlandii powstało przedsiębiorstwo Elcat z Helsinek, za cel obierając rozwój technologii pojazdów elektrycznych. Następnie, po relokacji do Järvenpää w stołecznej aglomeracji, pod nazwą Elcat Electric Vehicles rozpoczęto prace nad elektrycznym napędem do kei vana Subaru Sambar w porozumieniu z japońską firmą. W rezultacie, w 1990 roku rozpoczęła się produkcja rodziny elektrycznych mikrovanów Citywagon oraz Cityvan. Głównym nabywcą została państwowa firma pocztowa Posti Group, a budowa samochodów Elcat trwała do 2002 roku. W ciągu 12 lat powstało ok. 200 pojazdów.
Po wycofaniu się z produkcji własnej marki samochodów, Elcat przeszło do oferowania niewielkich elektrycznych pojazdów takich jak wózki golfowe, rowery, kwadrycykle czy motorynki. Przy tej działalności Elcat pozostał przez kolejne 12 lat, kończąc ją ostatecznie w 2017 roku z powodu ogłoszenia bankructwa.

## Modele samochodów

### Historyczne
- Citywagon (1990–2002)
- Cityvan (1990–2002)